# Nicholle Tom
Nicholle Marie Tom (Hinsdale, Illinois, 23 maart 1978) is een Amerikaans actrice en voormalig kindster. Tom werd als tweelingzus van David Tom en jongere zus van Heather Tom geboren.

## Carrière
Na een gastrol in The Fresh Prince of Bel-Air, brak ze in 1992 door als tienerlid van de familie Newton in Beethoven en het vervolg Beethoven's 2nd (1993). Dat jaar speelde ze ook in vier afleveringen van Beverly Hills, 90210. 
In 1993 kreeg ze haar grote doorbraak in The Nanny, waarin Tom 124 afleveringen en zes jaar lang Margaret "Maggie" Sheffield speelde. Nadat in 1999 het doek viel, sprak ze de stem van Supergirl in voor de tekenfilmserie Superman: The Animated Series.
Hierna verloor Tom haar populariteit en kreeg nog enkel kleine rollen aangeboden. In 2006 kreeg ze een rol in de komische serie The Minor Accomplishments of Jackie Woodman.

## Filmografie
| Film/Televisieserie                         | Jaartal   | Karakter                    | Opmerking(en)                                                                         |
| ------------------------------------------- | --------- | --------------------------- | ------------------------------------------------------------------------------------- |
| The Fresh Prince of Bel-Air                 | 1991      | Zoey                        | Aflevering The Butler Did It                                                          |
| Beethoven                                   | 1992      | Ryce Newton                 |                                                                                       |
| Beverly Hills, 90210                        | 1992      | Sue Scanlon                 | Afleveringen - Song of Myself - Highwire - Home and Away - A Presumption of Innocence |
| Bloodlines: Murder in the Family            | 1993      | Jacy Woodman                | Televisiefilm                                                                         |
| Beethoven's 2nd                             | 1993      | Ryce Newton                 |                                                                                       |
| Season of Change                            | 1994      | Sally Mae Parker            |                                                                                       |
| What Kind of Mother Are You?                | 1996      | Kelly Jameson               |                                                                                       |
| For My Daughter's Honor                     | 1996      | Amy Dustin                  | Televisiefilm                                                                         |
| Unwed Father                                | 1997      | Melanie Crane               | Televisiefilm                                                                         |
| Welcome to Paradox                          | 1998      | Delphi B.                   | Aflevering The Girl Who Was Plugged In                                                |
| The New Batman Adventures                   | 1998      | Supergirl                   | Aflevering Girls' Nite Out (stem)                                                     |
| The Nanny                                   | 1993-1999 | Margaret 'Maggie' Sheffield | 124 afleveringen                                                                      |
| Graduation Week                             | 1999      | Alexis                      |                                                                                       |
| Panic                                       | 2000      | Tracy                       |                                                                                       |
| Ice Angel                                   | 2000      | Sarah Bryan                 | Televisiefilm                                                                         |
| Rave                                        | 2000      | Sadie                       |                                                                                       |
| Robbie's Brother                            | 2001      | Andrea                      |                                                                                       |
| The Princess Diaries                        | 2001      | Teen Reporter Cassie        |                                                                                       |
| Strong Medicine                             | 2003      | Sharon/Cherie/Sharona       | Aflevering Love and Let Die                                                           |
| The Book of Ruth                            | 2004      | Ruth                        | Televisiefilm                                                                         |
| In Memory of My Father                      | 2005      | Nicole                      |                                                                                       |
| The Strange Case of Dr. Jekyll and Mr. Hyde | 2006      | Carla Hodgkiss              |                                                                                       |
| Justice League Unlimited                    | 2004-2006 | Supergirl / Kara Zor-El     | 7 afleveringen (stem)                                                                 |
| Windfall                                    | 2006      | Elise                       | Afleveringen: - Pilot - The Getaway - There and Gone Again                            |
| Bottoms Up                                  | 2006      | Penny Dhue                  |                                                                                       |
| The Wedding Bells                           | 2007      | Lainie Hill                 | Afleveringen: - For Whom the Bells Toll - Partly Cloudy, with a Chance of Disaster    |
| The Minor Accomplishments of Jackie Woodman | 2006-2007 | Tara                        | 16 afleveringen                                                                       |
| Burn Notice                                 | 2007      | Melissa                     | Afleveringen: - Loose Ends, Part 1 - Loose Ends, Part 2                               |
| Her Only Child                              | 2008      | Lily Stanler                | televisiefilm                                                                         |
| Something Evil Comes                        | 2009      | Romy Webster                | televisiefilm                                                                         |
| I Met a Producer and Moved to L.A.          | 2011      | Emily                       | televisiefilm                                                                         |
| Fatal Performance                           | 2013      | Dana Tilly                  | televisiefilm                                                                         |
| I Didn't Kill My Sister                     | 2016      | Heather                     | televisiefilm                                                                         |